# 幸福傳聲基金會
幸福傳聲基金會（英語：Blessvision Foundation）是香港一間慈善機構，於2016年10月6日創立。基金會致力推動各項慈善工作、生命教育及人道關懷。亦與電影公司合作，成為關懷同行夥伴，舉辦公開場及專題講座，配合電影內容帶出發人深省的訊息，幫助心靈創傷的朋友。更策動「852亮光行動」，舉辦課程、講座、電影分享會、海外關懷行動等，關心人口販賣、現代奴役等國際社會問題。另外，逢星期一晚上10:30在香港商業電台雷霆881有一個「點算幸福」節目，邀請不同嘉賓分享走出心靈底谷的故事，療癒聽眾心靈。

## 簡介
幸福傳聲基金會藉媒體製作及流動媒體平台「傳聲筒」MP3機，在不同國家及地方傳播幸福的信息，並召募不同人士接受訓練成為專業義工團隊，把傳愛的使命付諸行動。以媒體結合關懷，生命影響生命，喚醒人類愛心及良知，帶來社會的轉化，重建人類的普世價值。接受過「幸福傳聲基金會」培訓的義工，會安排到不同社區的家庭、醫院、老人院及海外災區進行心靈關顧與重建工作。

## 研發「BlessCup傳聲筒」心靈關懷互動裝置
杯型「BLESSCUP 傳聲筒」是一個聽得見，觸得到，便攜式互動的音頻設備；治癒故事及歌曲全天候陪伴您擺脫心靈及情緒戰場。幸福傳聲基金會正研發硬件及製作不同語言，包括廣東話、普通話、英文、尼泊爾文及日本的語音節目內容，種類包括生命故事、歌曲、音樂及純音樂，透過多元化的聲音製作，傳遞關愛。

## 幸福傳聲關懷行動
為關心不同病患及心靈憂困的朋友，可以在黑暗中遇見光明，得到幸福快樂，幸福傳聲基金會策動名為「幸福傳聲關懷行動」，由三個核心行動組成：
1. 定期製作不同主題的心靈節目（例如電台節目：點算幸福），於各平台播出，帶來心靈醫治及安慰。
2. 把優質心靈的節目放入《傳聲筒》心靈互動裝置，定期派發給有需要人士，成為一份貼心的關懷工具。
3. 定期專業培訓具心志的義工，配合《傳聲筒》心靈互動裝置，以探訪走入社區，成為別人的同行者。

## 病童關懷計劃
長期病患幼童一般需要接受一段頗長的治療時間，他們的生活圈子只能夠在家中及醫院，未能到幼稚園上課，這樣對孩子的社交及情緒等各方面的發展均受到影響。為了支援長期病患幼童及家長在心靈及生活適應上的需要，幸福傳聲基金會有退休的校長，為二至六歲的病童，開辦一些簡單的學習班，讓病童有社交學習的機會，同時亦有專業人士及過來人向家長分享資訊。

## 治癒電影
幸福傳聲基金會與香港的電影公司合作，致力推動能夠撫慰人心的電影，舉辦公開場及專題講座，透過電影內容傳遞正面的訊息。為配合不同的電影，會策劃不同主題的媒體關懷行動，讓人經歷心靈療癒、人際復和、重塑使命，尋找美麗人生。
- 《BIG 816》
- 《出租家人》
- 《自由之聲》
- 《白日之下》
- 《我愛你！》
- 《4拍4家族》
- 《燈火闌珊》
- 《白日青春》
- 《流水落花》
- 《販膚俗子（英语：The Man Who Sold His Skin）》
- 《一路瞳行》
- 《媽媽的神奇小子》
- 《聽見歌 再唱》
- 《迷途花生醬（英语：The Peanut Butter Falcon）》
- 《惡搞便當反「激」戰（日语：今日も嫌がらせ弁当）》
- 《淪落人》
- 《我的破嗝Miss》
- 《兄弟班》
- 《非同凡響》
- 《3個小生去送殯》
- 《黃金花》
- 《奇蹟男孩》
- 《爸不得回家》
- 《天堂小屋》
- 《玩轉身後字》
- 《求生走佬Family》

## 幸福傳聲筒
幸福傳聲筒十字架型MP3機是一部流動關懷平台，專為長期病患者、病者家屬及臨終者而設的一部福音播放工具，承載永恆的愛及祝福，五大內容包括：
1. 幸福傳聲筒：電台節目《幸福傳聲筒》15集生命故事
2. 天父的情書：三位生命見證：演藝人喬宏、90後美少女鄭凱尹及愛心天使何燕珊。收錄梁永善牧師分享：苦難有價
3. 我的禱告：面對死亡及病患的禱告、詩歌及分享，收錄楊牧谷牧師的「病榻聖言」
4. 幸福詩歌集：40首詩歌，每一首都是由不同的生命經歷編寫
5. 靈情日記：《馬太福音》40天

## 外部連結
- 官方网站
- 幸福傳聲基金會的Facebook專頁
- YouTube上的幸福傳聲基金會頻道
- 幸福傳聲基金會的Instagram帳戶